# Cor de Groot (componist)
Cornelis Wilhelmus (Cor) de Groot  (Amsterdam, 7 juli 1914 – aldaar, 26 mei 1993) was een Nederlands componist, dirigent en pianist.
Hij was zoon van pianist/artiest Cornelis Wilhelmus de Groot en Elisabeth Anna Leemhuis. Hijzelf trouwde met Cornelia de Haan.
Aanvankelijk studeerde De Groot piano bij Egbert Veen en Ulfert Schults aan het Amsterdams Conservatorium. Tijdens zijn conservatoriumtijd studeerde hij compositie en directie bij Sem Dresden. Hij studeerde in 1932 cum laude af. De Groot zelf gaf op zijn beurt weer pianoles aan Lex van Delden.
In 1936 won hij de vijfde prijs op het internationaal bekende concours voor pianisten in Wenen. Van 1938 tot 1946 was hij docent aan het Koninklijk Conservatorium in Den Haag. Hij speelde met de belangrijkste orkesten van Nederland, zoals bijvoorbeeld het Residentieorkest onder leiding van Willem van Otterloo. Vanaf 1937 tot 1959 trad hij 73 keer op met de Concertgebouworkest. Hij maakte daarbij kennis met nationale topdirigenten als Willem Mengelberg en Eduard van Beinum, maar ook andere dirigenten van internationale allure zoals Otto Klemperer, Rafael Kubelík, Antal Doráti, Eugene Ormandy en George Szell. Met die laatste speelde hij het Pianoconcert voor de linkerhand van Maurice Ravel. In 1942 voerde hij tweemaal zijn eigen Pianoconcert nr. 1 uit met dat orkest onder leiding van Paul van Kempen. Hij was vanaf 1960 enige tijd muziekregisseur en vanaf 1966 artistiek leider bij de Nederlandse Radio Unie.
Door langdurige problemen met zijn rechterhand werd hij genoodzaakt alleen met de linkerhand piano te spelen, hiervoor heeft hij 70 composities speciaal bewerkt. Andere componisten schreven speciaal voor hem stukken voor de linkerhand, die later gebundeld werden door Donemus in Mano sinistra. Hij componeerde niet alleen voor piano, maar ook schreef hij fluit-, klarinet- en vioolconcerten. Voor het schrijven van amusementsmuziek gebruikte de schuilnaam Guy Sherwood. Hij is vooral bekend geworden door zijn vertolkingen van het klassieke, romantische en Spaanse repertoire. Hij vergat echter ook niet het moderne repertoire van Nederlandse componisten als Jurriaan Andriessen en Henk Badings. Zijn spel is bewaard gebleven in een flink aantal opnamen voor Philips Records.

## Composities (selectie)
- Symphonie classique (1930)
- Pianoconcert nr. 1 in Fis majeur (1931, er volgden er nog twee))
- Concerto classica voor piano en orkest (1932)
- Hoboconcert (1938)
- Concertino voor piano en orkest (1939)
- Concert voor twee piano's (1939)
- Sonatine (1940)
- Fluitconcert (1940)
- Concert voor twee hobo’s en orkest (1940)
- Klarinetconcert (1941)
- Goethe-liederen (1941)
- Bagatellen (quatre-mains) (1947)
- Strijkkwartet (1947, er volgden er nog twee)
- Divertimento (1949) (deel 1 geschreven voor koperblazers en slagwerk; deel 2 voor houtblazers, harp en strijkers; deel 3 voor strijkorkest; deel 4 voor alle muziekinstrumenten)
- Oud-Hollandse suite (1950)
- Music in a nutshell (1950)
- Minutenconcert (1950), elf deeltjes van exact een minuut speeltijd
- Ouverture energico (1951)
- Wilhelmusouverture (1951)
- Capriccio voor piano en orkest (1955)
- Contrasten (1955), een werk van negen deeltjes op de rand van lichte en ernstige muziek
- Variations imaginaires (1961) een werk voor piano linkerhand)
- Balletmuziek
- Filmmuziek
- La patineuse (Sjoukje Dijkstra-wals)